# Cerastium longifolium
Cerastium longifolium är en nejlikväxtart som beskrevs av Carl Ludwig von Willdenow. Cerastium longifolium ingår i släktet arvar, och familjen nejlikväxter. Inga underarter finns listade i Catalogue of Life.